# Couvent de la Visitation de Thonon-les-Bains
Le couvent de la Visitation ou couvent Sainte-Marie est un ancien couvent de Visitandines situé à Thonon-les-Bains, en France. Quitté par les moniales à la fin des années 1960, le complexe est actuellement occupé par la médiathèque municipale, une école de musique, un espace d'exposition et l'académie chablaisienne. Il est partiellement inscrit depuis 1973 au titre des monuments historiques.

## Localisation
Le couvent est situé dans le département français de la Haute-Savoie, sur la commune de Thonon-les-Bains. Il se situe, depuis le centre ville ancien, dans l'axe de la rue Chante-Coq et est bordé par la place du marché coté sud et par la rue des granges coté ouest. Lors de sa fondation, le couvent est situé extra-muros, en face d'une de portes de la ville.

## Description

Plan simplifié du rez-de-chaussée du couvent. Les bâtiments des sont en marron, ceux des en gris.

Le couvent est formé d'un ensemble de bâtiments couvrant une superficie d'environ 2 900 m², organisés autour de deux cours intérieures. À l'ouest se trouve la cour des provisions et à l'est le cloître. Les bâtiments présentent tous deux étages en plus du rez-de-chaussée, avec pour certains d'entre eux un étage de cave. Quatre escaliers répartis dans les bâtiments desservent les étages. L'ensemble des bâtiments présentent une orientation est-nord-est/ouest-sud-ouest correspondant globalement à celle de l'église du couvent, à l'exception du bâtiment occidental aligné sur la rue des granges. Une petite place située au sud-ouest a été remplacée par l'auditorium de la médiathèque à la fin des années 2010.

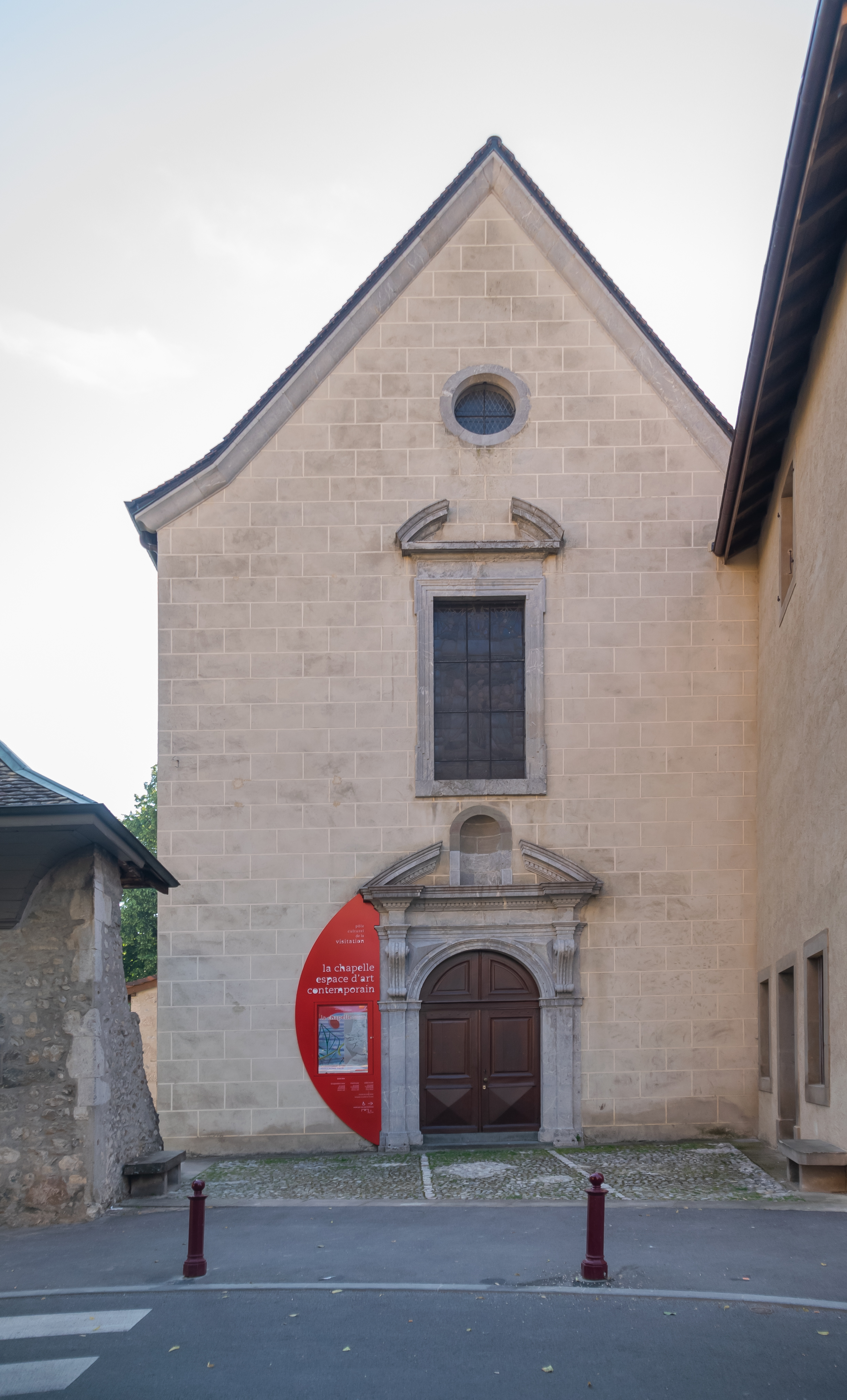
Façade de l'église du couvent en 2020.

Située au nord-ouest du couvent, au bord de la cour des provisions, l'église est un édifice à nef unique de 22,6 m de long pour 8 m de large. Sa nef forme trois travées et un chœur de plan carré, couverts de voûtes d’arêtes. Deux petites chapelles constituent les bras du transept. Elle comprend également une crypte.
À l'ouest du couvent, entre la rue des Granges et la cour de provision (bâtiment ouest), se trouve le bâtiment des sœurs tourières qui faisait office d’interface avec le monde extérieur et de limite de la clôture. Ce bâtiment accueillait deux tours, c'est-à-dire des dispositifs cylindriques en bois permettant de faire passer des objets à travers une cloison sans contact direct, et autant de parloirs.
Entre la cour des provisions et le cloître, accolée au sud du chœur de l'église, se trouve l'aile ouest du cloître. Celle-ci comprend au rez-de-chaussée le chœur des religieuses, qui donnait sur le chœur de l'église par une grande baie grillagée d'où les sœurs suivaient la messe, et à l'étage l'infirmerie de la communauté jusqu'au XIXe siècle. Au début du XXIe siècle, l'académie chablaisienne occupait les combles de ce bâtiment.
L'aile sud du cloître, qui accueille au XVIIe siècle les cellules des religieuses, présentait des inscriptions murales peintes sous forme de sentences — citations issues de la Bible ou de l'oeuvre de Thomas d'Aquin — situées entre les portes des cellules. Huit d’entre elles étaient conservées in situ avant les travaux du XXIe siècle.
Seuls des bâtiments annexes du couvent à avoir survécu jusqu'au XXIe siècle, l'ancien moulin à eau du couvent est toujours présent de l'autre coté de la place du marché, reconverti en restaurant. Sa meule est visible devant le bâtiment. Le bief qui alimentait le moulin, le canal de l'Oncion, alimentait également le château de Ripaille et date du XIVe siècle. Bien que détruit en 1959, il est matérialisé aujourd'hui par un canal plus modeste dans le parc jouxtant le moulin et la place du marché.

## Historique

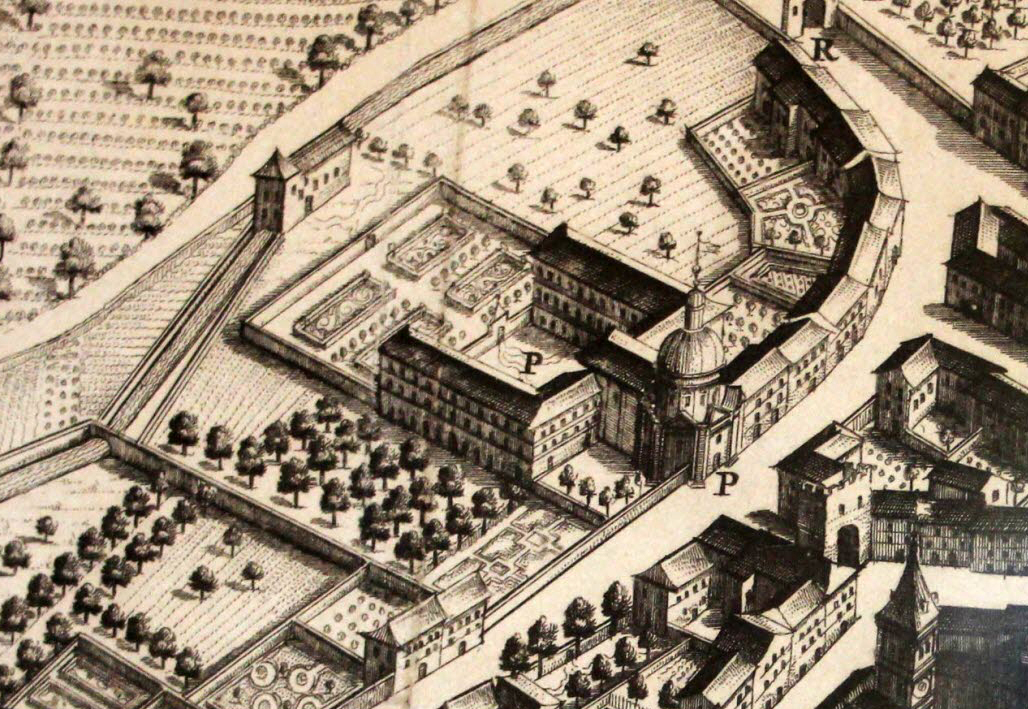
Le couvent sur la représentation de Thonon du Theatrum Sabaudiæ (XVIIe siècle). Réalisée avant la fin des travaux, la représentation est peu fidèle à la réalité qu'elle tend à enjoliver.

Le couvent est initialement fondé à Évian en 1625 mais connait des difficultés dont l'absence de confesseurs et l'impossibilité de s'étendre. En conséquence, il est transféré en 1627 à Thonon que Jeanne de Chantal trouve « plus illustre et mieux fourni des choses nécessaire à l’entretien de la vie religieuse ». Cette dernière habite d'ailleurs sur place en 1639 et valide très probablement le plan du nouveau couvent.
La communauté habite initialement dans une maison achetée par la fondatrice Marie de Charmoisy avant de s'installer, en 1633, sur le site actuel comportant alors granges, maisons, jardins, verges et vignes. Cet achat est permis par les dons du marquis Albert de Lullin. D'autre propriétés sont achetées en 1636.
La première phase de construction du couvent commence en 1637 lorsque les visitandines s'installent dans les murs et ne prend fin qu'en 1685 avec les travaux de la sacristie. Plusieurs phases de chantiers sont identifiables durant cette période. Une première phase de travaux dans les bâtiments préexistants n'a laissé que peu de traces de nos jours à l'exception du petit bâtiment périphérique sud-ouest. C'est ensuite l'aile ouest du cloître, entre les deux cours, qui est érigée en 1649 puis l'aile sud du cloître en 1657 et, en 1674, la jonction de cette dernière avec le bâtiment sud-ouest. L'église, peut-être commencée en 1666, est terminée en 1684 et l'amorce de l'aile nord du cloître est construite en 1685. Ces chantiers laissent le cloître largement ouvert, dépourvu d'aile est et de la moitié de l'aile nord.
Dans le contexte révolutionnaire, les religieuses doivent quitter le couvent en 1793. Appartenant à des laïcs et majoritairement loué, il sert de logement mais aussi de grange, d'écurie ou de boucherie. En 1835, il est racheté par le couvent de la visitation de Lyon et une communauté de visitandine s'installe à nouveau. Le chantier du cloître reprend en 1840 et il est enfin fermé en 1848 avec la construction de l'aile orientale et de la partie manquante de l'aile nord. Les ailes préexistantes sont surélevée d'un étage à cette occasion, en transformant la charpente du XVIIe siècle et en agrandissant les combles.

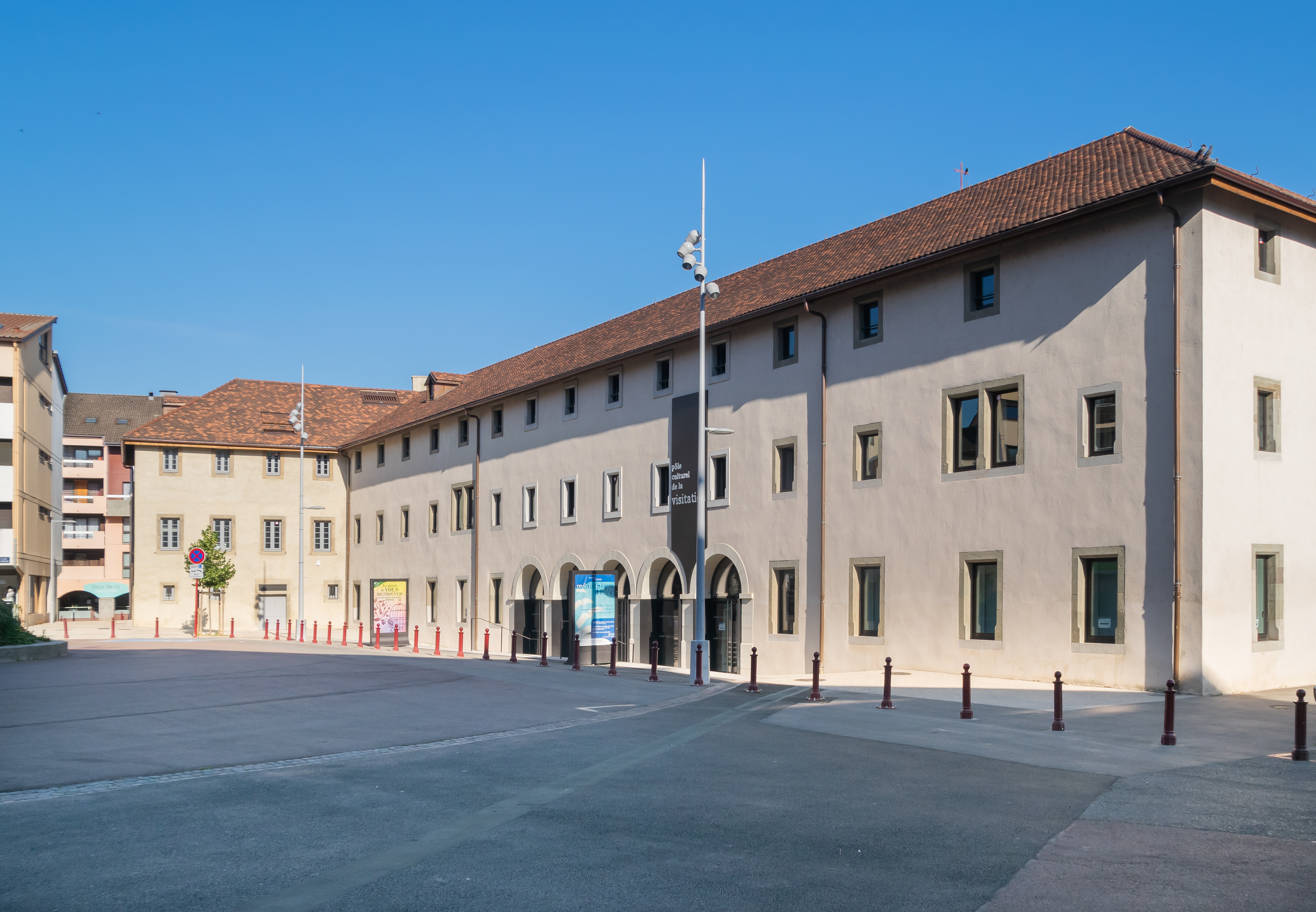
Vue de l'aile sud du cloître (premier plan) et du bâtiment sud-ouest (second plan) depuis la place du marché 2020.

Le 22 novembre 1968, les religieuses quittent définitivement leur couvent de la rue des Granges et s’installent à Marclaz. Le bâtiment est alors pour partie dévolu à la bibliothèque municipale de la ville de Thonon puis devient, en 2018, le Pôle culturel de la Visitation accueillant plusieurs institutions et associations.
L'édifice est partiellement inscrit au titre des monuments historiques en 1973. L'inscription concerne ses façades et toitures ainsi que, depuis 1988, les dix inscriptions murales du XVIIe siècle qu'il contient.

### bibliographie
- Henri Baud, « L’ancien monastère de la Visitation de Thonon », Mémoires & Documents de l’Académie Chablaisienne, Thonon, Académie Chablaisienne, vol. 63,‎ 1985, p. 23-44
- Laurent Lecomte, Religieuses dans la ville: l'architecture des visitandines, XVIIe et XVIIIe siècles, Éditions du patrimoine, Centre des monuments nationaux, coll. « Collection Patrimoines en perspective », 2013, 304 p. (ISBN 978-2-7577-0145-4, OCLC 858320069)
- Quentin Rochet (dir.), Aurélie Devillechaise et Camille Collomb, Thonon-les-Bains, Ancien couvent de la Visitation : Rapport final d'archéologie préventive, vol. 1, Chaponnay, 2021, 272 p. (HAL hal-03584936v1, lire en ligne)
- Joseph Ticon et Bernard Crola, « Inventaire de la Visitation Sainte-Marie de Thonon en 1792 », Mémoires & Documents de l’Académie Chablaisienne, Thonon, Académie Chablaisienne, vol. 65,‎ 1990, p. 75-101
- Joseph Ticon et Bernard Crola, « Note sur les enduits peints du XVIIe siècle de la Visitation Sainte-Marie de Thonon », Mémoires et Documents de l’Académie Salésienne, Annecy, Académie salésienne, vol. 95 « Vies religieuses en Savoie, mentalité, association, Actes du XXXIe congrès des sociétés savantes de Savoie 1986 »,‎ 1988, p. 373-379